# 寺田恵子のオールナイトニッポン
寺田恵子のオールナイトニッポン（てらだけいこのオールナイトニッポン）は、ニッポン放送の深夜放送オールナイトニッポンの木曜2部（毎週木曜日深夜27:00～29:00）で放送されていたラジオ番組。
メインパーソナリティはSHOW-YAのボーカル、寺田恵子。

## 概要
放送期間は1986年4月から1987年9月まで。「寺田恵子の～」とタイトルには有るが、実際にはSHOW-YAのメンバーも全員レギュラー出演していた。そのためか、はがきの宛先告知の時には「SHOW-YA寺田恵子のオールナイトニッポン」と紹介していた。
初期の頃は毎週メンバー全員が出ていたが、後期には寺田のみ毎週出演となり、他のメンバーは寺田より年上の中村美紀&五十嵐美貴、寺田と同い年の仙波さとみ&角田美喜の二組に分かれて隔週で出演するようになっていた。
午前3時の時報が鳴っても、トークから始まらずにまず曲を1曲かけ、曲が終わってからあいさつ、トークという流れになっていた。あいさつは「こんばんは」ではなく「おはようございまーす」であり、エンディングでは「今日も元気で行ってらっしゃーい」と言うのが通例だった。曲は毎週13曲前後ほどオンエア、かかる曲は洋楽が多かった。
番組の構成作家を務めていたのは、当時FM横浜、アール・エフ・ラジオ日本などでDJも担当していたヘヴィメタル評論家、和田誠。
なお、出演者が女性だけのライブイベント『NAONのYAON』は、この番組でのフリートークがきっかけとされている。THE ALFEEが東京のベイエリアで観客10万人規模のコンサートを開催すると聞いたことに「悔しくて、負けたくない」と思い、「うち等で、女性だけでコンサートをやりたい」と話したことから構想が膨らんでいったものだった。

## 主なコーナー
（出典：）

### 歌謡曲はロックしている
歌謡曲と言えども「これはロックだ」と思える曲をかけるコーナー。

### 夜食コーナー
リスナーからお薦めの夜食の品、作り方などを募集していた。

### アマチュア養成コーナー
アマチュアバンドからデモテープを募集し、それを流しながらSHOW-YAのメンバーが適切なアドバイスをしていくコーナー。SHOW-YAと同じガールズバンドからの応募も多かった。

### VS（ヴイエス）コーナー
毎週決められた「何VS何」のお題に沿ってリスナーはどっちを支持するかの意見を投稿し、最後は寺田らがどっちの勝ちかを決めるコーナー。

### ありがたやのコーナー
リスナーから贈られて来た物を紹介するコーナー。お土産や酒などごく普通の物から、会社の不採用通知や婚姻届まで送られて来た時もあった。守屋浩の「ありがたや節」がコーナーテーマ曲として流れていた。

### アダルトコーナー
（中村美紀、五十嵐美貴出演時の隔週コーナー）

### SATOちゃん・MITTANのおもしろ体験談コーナー
（仙波さとみ、角田美喜出演時の隔週コーナー） 

### ミッドナイト・ヘドバンタイム
ラジオの前でヘッドバンギングしそうな曲をオンエア。

### リスナーズリクエスト
| 木曜2部        | 木曜2部                                                   | 木曜2部                                |
| -------------- | --------------------------------------------------------- | -------------------------------------- |
| 前担当谷山浩子 | 寺田恵子のオールナイトニッポン 木曜 27:00 - 29:00寺田恵子 | 次担当うじきつよし （月曜2部から移動） |